# Gryttje
Gryttje är en ort i Nordanstigs kommun i Gnarps socken i  Gävleborgs län. SCB klassade orten som småort år 1995.